# Terrier

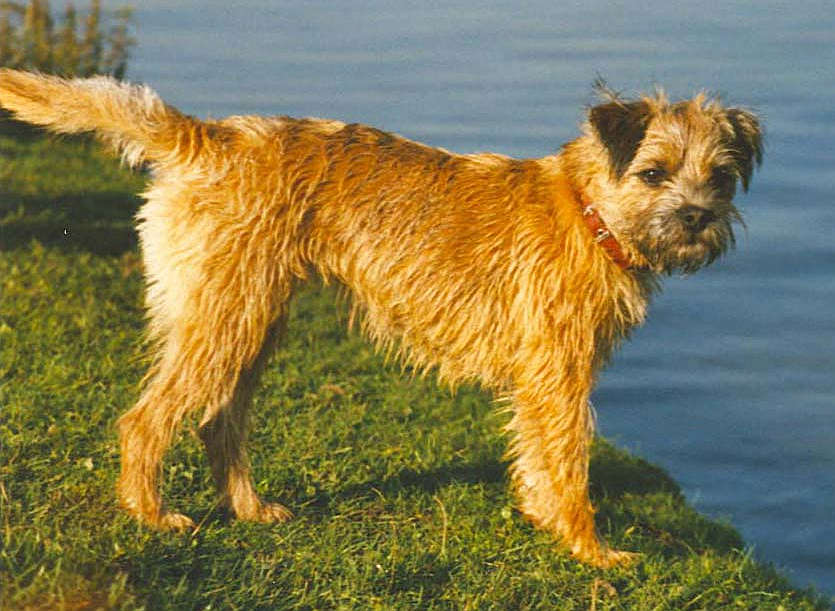
Border terrier

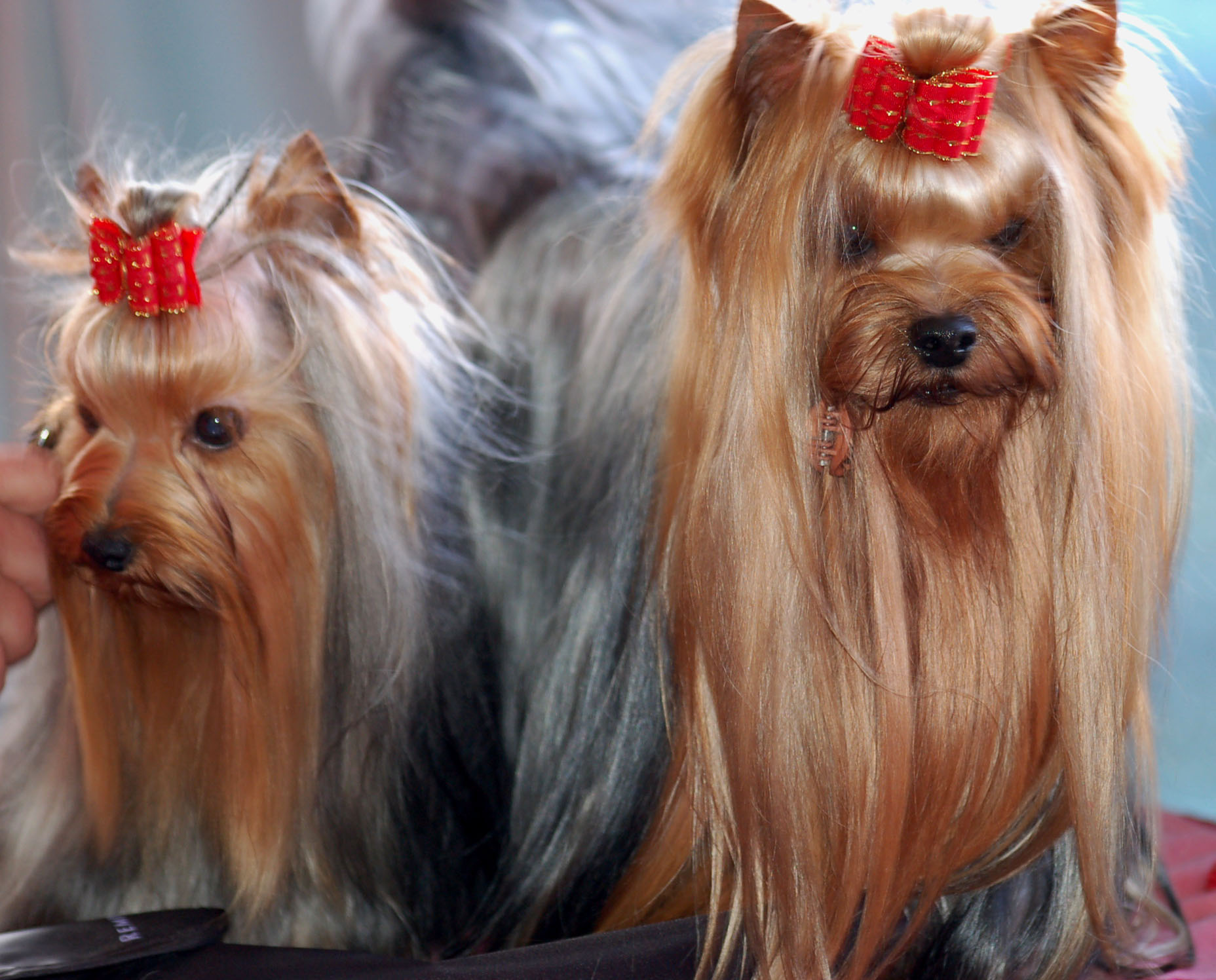
Yorkshire terrier

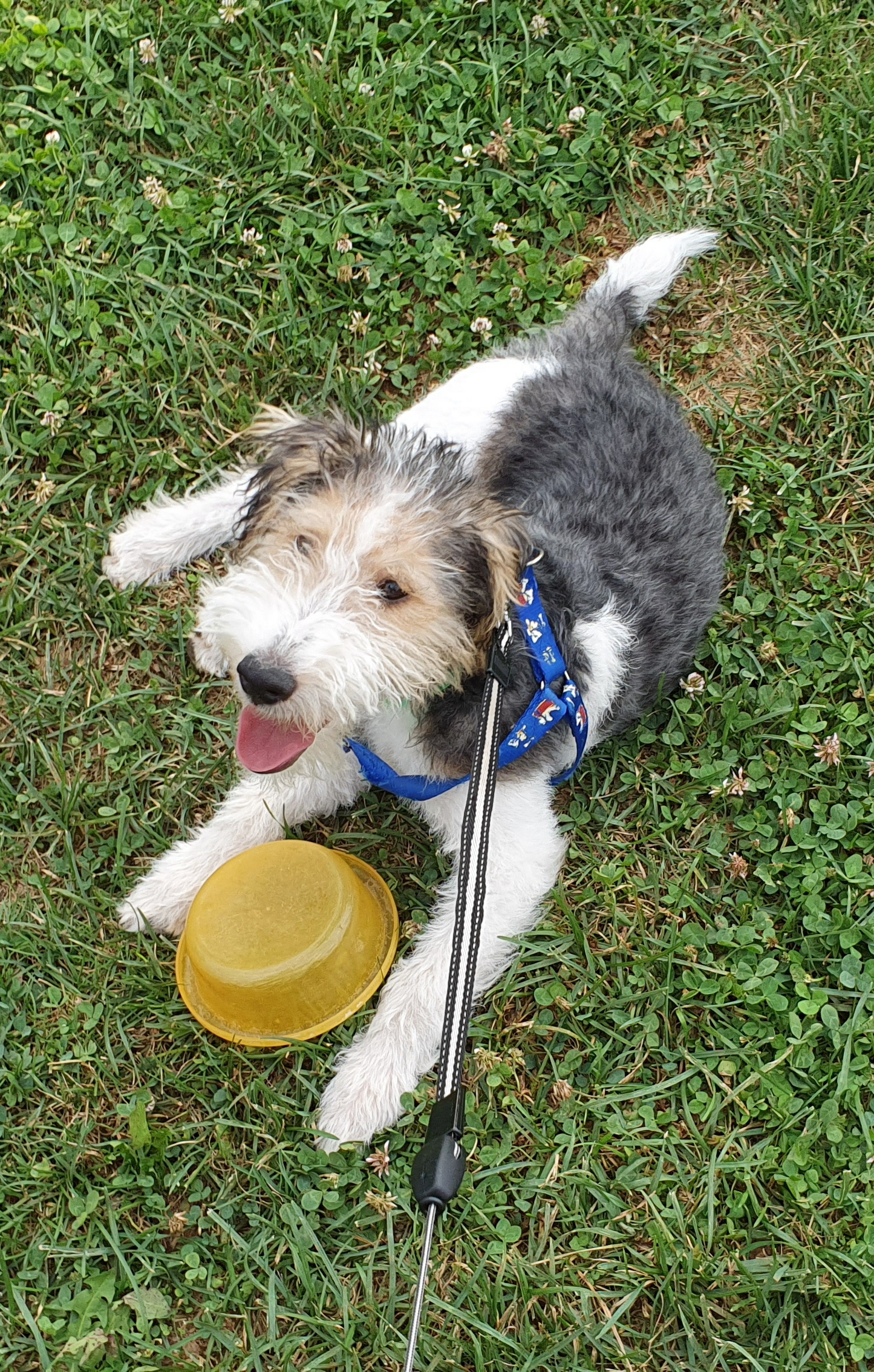
4 months old Wire Fox Terrier puppy playing with water bowl

Terrierii sunt un grup de rase de câini, crescuți inițial pentru vânătoarea și uciderea animalelor dăunătoare. De obicei mici, acești câini sunt curajoși și bravi, având o personalitate vioaie, energică, hiperactivă.
Majoritatea raselor de terrieri s-au dezvoltat în Insulele Britanice. Sunt folosite la vânătoare de vulpi, vidre, bursuci, șoareci, atât la suprafață cât și în vizuină. Cuvântul terrier provine din latinescul terra, însemnând „pământ”.

## Rase de terrieri
- Airedale terrier
- American Staffordshire Terrier
- American Pit Bull Terrier
- Bedlington terrier
- Brazilian terrier
- Bull terrier
- Cairn terrier
- Ciornoe terrier Terrier Negru Rusesc
- Fox terrier neted și sârmos
- Jack Russell terrier
- Jagd terrier
- Lakeland terrier
- Manchester terrier
- Scottish terrier
- Sealyham terrier
- Soft-coated Wheaten Terrier
- Skye terrier
- Staffordshire Bull Terrier
- Terrier irlandez
- Terrier Kerry Blue Terrier albastru de Kerry
- Toy terrier
- Welsh terrier
- West Highland terrier
- Yorkshire Terrier